# Miclești
Miclești es una comuna y pueblo de la República de Moldavia ubicada en el distrito de Criuleni.
En 2004 la comuna tiene una población de 2358 habitantes, la casi totalidad de los cuales son étnicamente moldavos-rumanos. La comuna comprende los siguientes pueblos:
- Micleşti (pueblo), 1468 habitantes;
- Steţcani, 890 habitantes.

Se conoce una primera mención documental de la aldea en 1451, aunque no se menciona su existencia con claridad hasta 1528. A partir del siglo XVIII estuvo vinculada a la familia Donici.
Se ubica unos 25 kmm al oeste de Criuleni, en el límite con el distrito de Orhei.